# بحيرة كيوغا
بحيرة كيوغا بحيرة كبيرة في أوغندا، وتصنف أحياناً ضمن البحيرات العظمى الأفريقية ولو كانت أصغر بكثير من حيث المساحة أو العمق من معظم البحيرات الأخرى.
تقع بحيرة ألبرت في وسط أوغندا، وهي تقع صمن النظام المائي للبحيرات العظمى في الشق الإفريقي العظيم. طولها حوالي 200 كلم وعرضها ضيق. البحيرة ضحلة بعمق أقصى يبلغ 5.7 متر، بينما يقل عمق معظم أنحائها عن أربعة أمتار. وفي المناطق التي يقل عمقها عن ثلاثة أمتار، تغطي سطح الماء نباتات زنبق الماء. ترتفع البحيرة 914 متر فوق مستوى سطح البحر.
يخترقها نهر النيل الأبيض في طريقه إلى بحيرة ألبرت. تنظم محطة نالوبالي الكهرومائية معدل التدفق الوارد إلى البحيرة من بحيرة فكتوريا.